# Pont ferroviaire d'Újpest
 (juillet 2011).
Si vous disposez d'ouvrages ou d'articles de référence ou si vous connaissez des sites web de qualité traitant du thème abordé ici, merci de compléter l'article en donnant les références utiles à sa vérifiabilité et en les liant à la section « Notes et références ».
Le pont ferroviaire d'Újpest (en hongrois, Újpesti vasúti híd /ˈˈuːjpɛʃti ˈvɒʃuːti ˈhiːd/) est un pont de Budapest, en Hongrie.

## Situation
Dans la partie nord de la ville, le pont franchit le Danube au nord de l'île Óbudai-sziget et relie le 4e arrondissement Pest) au 3e (Buda). Il est traversé par la liaison ferroviaire 2 qui relie Budapest à Esztergom par Dorog. Il se situe entre la gare d'Újpest et celle d'Aquincum felső.